# Aeropuerto de Shimojishima
El Aeropuerto de Shimojishima (en japonés 下地島空港 Shimojishima Kūkō) (IATA: SHI, OACI: RORS) se encuentra en la isla de Shimojishima en Miyakojima, Prefectura de Okinawa, Japón.
La prefectura gestiona el aeropuerto que está calificado de tercera clase.

## Historia
El aeropuerto, también conocido como aeropuerto de Shimoji, se construyó originalmente como aeropuerto de entrenamiento para pilotos comerciales, con una función secundaria como lugar de aterrizaje alternativo (planificado) para aviones supersónicos intercontinentales. Se completó en 1971, un año antes de que la isla de Okinawa volviera a estar bajo control japonés. Se inauguró oficialmente en julio de 1973, inicialmente como aeropuerto privado.
El 22 de julio de 1994 Japan Transocean Air suspendió sus vuelos.
Desde 2005, el aeropuerto alberga instalaciones de entrenamiento de Japan Airlines y All Nippon Airways. Las grandes dimensiones de la pista posibilitan que sea muy válida para maniobras de práctica de aterrizajes "touch-and-go".